# Alexis Mouzin
Alexis Mouzin est un poète et félibre français, né à Avignon le 20 février 1846 et mort à Lecques le 8 mars 1931.

## Biographie
Il a commencé sa carrière d'écrivain par l'écriture de drames historiques à la manière de Casimir Delavigne. C'est la rencontre avec Théodore Aubanel qui l'en a détourné pour se consacrer à la renaissance provençale et mistralienne.
Félibre majoral en 1893, héritier du Cigalo d'Irlando après William Bonaparte-Wyse présenté par Frédéric Mistral. Il succède à Anfos Tavan comme capiscol dou Flourége d'Avignou, en 1904. Il organise à ce titre les journées de Sainte-Estelle qui commémorent le cinquantenaire de la création du Félibrige, puis capiscol d'honneur.
Président de l'Académie de Vaucluse en 1896-1897, 1910-1911, 1918-1919.

## Publications
- Le Chien d'Alcibiade, opérette, musique de Louis Bonnet, Avignon, imprimerie de A. Roux, 1873, 31p. (lire en ligne)
- À Clémence Isaure, poésie couronnée au Ve centenaire de Pétrarque, ode qui a obtenu l'Églantine d'or, Avignon, imprimerie de Gros frères, 1874, 4p.
- Hyménée, scènes en vers, Paris, A. Lemerre, 1878, 274p.
- L'Empereur d'Arles, drame en 3 actes, en vers, musique d'Eugène de Bricqueville, interprété au Théâtre antique d'Orange le 28 et 29 août 1886,  Avignon, J. Roumainville, 1889, 103p.
- « Liguria, légende héroïque de Provence », dans Annales Politiques et Littéraires, 1910
- La Collection Biret au musée Calvet d'Avignon, Avignon, F. Séguin, 1918, 15p.
- La Trilogie des Aliscamps, drames en vers. Prologue : Liguria. I. L'Empereur d'Arles. II. Citharis. III. Les Aliscamps. Épilogue : la Cloche d'argent, Avignon, Aubanel frères, 1920, 248p.
- La Geste de la belle Aye d'Avignon, dans Mémoires de l'Académie de Vaucluse, 1921
- Viala, drame en vers, Avignon, Aubanel frères, 1923, 32p.
- Sonnet nuptial, 1923, Avignon, Aubanel frères, 1923
- Remembranço Vounvounejado en rimo prouvençalo, 1930

### Mémoires de l'Académie de Vaucluse
- « Étude sur la reine Jeanne tragédie provençale de Frédéric Mistral », 1890, tome 9, p. 225-232 (lire en ligne)
- « Ahimer le chétif, geste carlovingienne », 1891, tome 10, p. 285-291 (lire en ligne)
- « Guillaume d'Orange dans l'histoire et la légende », 1891, p. 169-175 (lire en ligne)
- « Études sur de récentes œuvres provençales : I-Lou Pouèmo dóu Rose par Frédéric Mistral, II-Li Rouge dóu Miejour par Félix Gras, III-Romans et contes, IV-Poésies, théâtre, œuvres diverses », 1897, p. 232-253 (lire en ligne)
- « Deux légendes d'Héraklès en Provence », 1910, p. 81-84 (lire en ligne)
- « Philadelphe de Gerde », 1910, p. 201-208 (lire en ligne)
- « Le deuil vauclusien pour la mort de Frédéric Mistral », 1914, p. 11-24 (lire en ligne)
- « Guy-Valvor (Georges Vayssière), poète, critique, romancier », 1914, p. 51-68 (lire en ligne)
- « De quelques livres méridionaux », 1917, p. 9-20 (lire en ligne)
- « La Visionnaire Marie d'Avignon », 1917, p. 269-275 (lire en ligne)
- « Discours prononcé aux obsèques du Baron Marc de Vissac, ancien président », 1918, p. 205-208 (lire en ligne)
- « L'œuvre artistique de M. Auguste Palun », 1920, p. 87-90 (lire en ligne)
- « La geste de la belle Ayde d'Avignon », 1921, p. 37-50 (lire en ligne)

## Vor aussi